# مانیلا استاندارد
مانیلا استاندارد (انگلیسی: Manila Standard) شرکت انتشارات فیلیپینی است، که در سال ۱۹۸۷ تأسیس شد.